# Seznam týmů a jezdců na Tour de France 2002
Na startovní listině Tour de France 2002  bylo celkem 189 cyklistů z 21 cyklistických stájí. 89. ročníku Tour de France se účastnili tři čeští cyklisté – Tomáš Konečný (celkově 65. místo), startující za belgickou stáj  Domo–Farm Frites , Pavel Padrnos (celkově 69. místo), startující za americkou stáj  U.S. Postal Service a Ján Svorada (celkově 131. místo), startující za italskou stáj  Lampre–Daikin.
| Číslo | Jezdec                  |
| ----- | ----------------------- |
| 1     | Lance Armstrong (USA)   |
| 2     | Vjačeslav Jekimov (RUS) |
| 3     | Roberto Heras (ESP)     |
| 4     | George Hincapie (USA)   |
| 5     | Benoît Joachim (LUX)    |
| 6     | Floyd Landis (USA)      |
| 7     | Pavel Padrnos (CZE)     |
| 8     | Víctor Hugo Peña (COL)  |
| 9     | José Luis Rubiera (ESP) |

| Číslo | Jezdec                    |
| ----- | ------------------------- |
| 11    | Erik Zabel (GER)          |
| 12    | Rolf Aldag (GER)          |
| 13    | Udo Bölts (GER)           |
| 14    | Gian Matteo Fagnini (ITA) |
| 15    | Giuseppe Guerini (ITA)    |
| 16    | Danilo Hondo (GER)        |
| 17    | Bobby Julich (USA)        |
| 18    | Kevin Livingston (USA)    |
| 19    | Steffen Wesemann (GER)    |

| Číslo | Jezdec                            |
| ----- | --------------------------------- |
| 21    | Joseba Beloki (ESP)               |
| 22    | José Azevedo (POR)                |
| 23    | Álvaro González de Galdeano (ESP) |
| 24    | Igor González de Galdeano (ESP)   |
| 25    | Jörg Jaksche (GER)                |
| 26    | Isidro Nozal (ESP)                |
| 27    | Abraham Olano (ESP)               |
| 28    | Mikel Pradera (ESP)               |
| 29    | Marcos-Antonio Serrano (ESP)      |

| Číslo | Jezdec                       |
| ----- | ---------------------------- |
| 31    | Óscar Sevilla (ESP)          |
| 32    | Santiago Botero (COL)        |
| 33    | Francisco Cabello (ESP)      |
| 34    | José Javier Gomez (ESP)      |
| 35    | José Enrique Gutiérrez (ESP) |
| 36    | Santiago Pérez (ESP)         |
| 37    | Antonio Tauler (ESP)         |
| 38    | José Ángel Vidal (ESP)       |
| 39    | Constantino Zaballa (ESP)    |

| Číslo | Jezdec                   |
| ----- | ------------------------ |
| 41    | Andrej Kiviljov (KAZ)    |
| 42    | Daniel Atienza (ESP)     |
| 43    | Íñigo Cuesta (ESP)       |
| 44    | Bingen Fernández (ESP)   |
| 45    | Massimiliano Lelli (ITA) |
| 46    | Nico Mattan (BEL)        |
| 47    | David Millar (GBR)       |
| 48    | David Moncoutié (FRA)    |
| 49    | Cédric Vasseur (FRA)     |

| Číslo | Jezdec                 |
| ----- | ---------------------- |
| 51    | Laurent Jalabert (FRA) |
| 52    | Tyler Hamilton (USA)   |
| 53    | Andrea Peron (ITA)     |
| 54    | Jakob Piil (DEN)       |
| 55    | Arvis Piziks (LAT)     |
| 56    | Michael Sandstød (DEN) |
| 57    | Carlos Sastre (ESP)    |
| 58    | Nicki Sørensen (DEN)   |
| 59    | Paul Van Hyfte (BEL)   |

| Číslo | Jezdec                   |
| ----- | ------------------------ |
| 61    | Christophe Moreau (FRA)  |
| 62    | Frédéric Bessy (FRA)     |
| 63    | Sébastien Hinault (FRA)  |
| 64    | Thor Hushovd (NOR)       |
| 65    | Anthony Langella (FRA)   |
| 66    | Anthony Morin (FRA)      |
| 67    | Stuart O'Grady (AUS)     |
| 68    | Jonathan Vaughters (USA) |
| 69    | Jens Voigt (GER)         |

| Číslo | Jezdec                 |
| ----- | ---------------------- |
| 71    | Richard Virenque (FRA) |
| 72    | Dave Bruylandts (BEL)  |
| 73    | Enrico Cassani (ITA)   |
| 74    | Servais Knaven (NED)   |
| 75    | Tomáš Konečný (CZE)    |
| 76    | Axel Merckx (BEL)      |
| 77    | Fred Rodriguez (USA)   |
| 78    | Léon van Bon (NED)     |
| 79    | Piotr Wadecki (POL)    |

| Číslo | Jezdec                 |
| ----- | ---------------------- |
| 81    | Ivan Basso (ITA)       |
| 82    | Fabio Baldato (ITA)    |
| 83    | Wladimir Belli (ITA)   |
| 84    | Volodymyr Hustov (UKR) |
| 85    | Serhij Hončar (UKR)    |
| 86    | Sergej Ivanov (RUS)    |
| 87    | Nicola Loda (ITA)      |
| 88    | Oscar Pozzi (ITA)      |
| 89    | Marco Velo (ITA)       |

| Číslo | Jezdec                  |
| ----- | ----------------------- |
| 91    | Nicolas Vogondy (FRA)   |
| 92    | Sandy Casar (FRA)       |
| 93    | Jimmy Casper (FRA)      |
| 94    | Baden Cooke (AUS)       |
| 95    | Jacky Durand (FRA)      |
| 96    | Frédéric Guesdon (FRA)  |
| 97    | Bradley McGee (AUS)     |
| 98    | Christophe Mengin (FRA) |
| 99    | Jean-Cyril Robin (FRA)  |

| Číslo | Jezdec                 |
| ----- | ---------------------- |
| 101   | Levi Leipheimer (USA)  |
| 102   | Michael Boogerd (NED)  |
| 103   | Bram de Groot (NED)    |
| 104   | Erik Dekker (NED)      |
| 105   | Addy Engels (NED)      |
| 106   | Karsten Kroon (NED)    |
| 107   | Grischa Niermann (GER) |
| 108   | Marc Wauters (BEL)     |
| 109   | Beat Zberg (SUI)       |

| Číslo | Jezdec                 |
| ----- | ---------------------- |
| 111   | Didier Rous (FRA)      |
| 112   | Walter Bénéteau (FRA)  |
| 113   | Franck Bouyer (FRA)    |
| 114   | Sylvain Chavanel (FRA) |
| 115   | Emmanuel Magnien (FRA) |
| 116   | Damien Nazon (FRA)     |
| 117   | Jérôme Pineau (FRA)    |
| 118   | Franck Rénier (FRA)    |
| 119   | François Simon (FRA)   |

| Číslo | Jezdec                  |
| ----- | ----------------------- |
| 121   | Óscar Freire (ESP)      |
| 122   | László Bodrogi (HUN)    |
| 123   | Fabien De Waele (BEL)   |
| 124   | Pedro Horrillo (ESP)    |
| 125   | Robert Hunter (RSA)     |
| 126   | Miguel Martinez (FRA)   |
| 127   | Tom Steels (BEL)        |
| 128   | Andrea Tafi (ITA)       |
| 129   | Gerhard Trampusch (AUT) |

| Číslo | Jezdec                         |
| ----- | ------------------------------ |
| 131   | Děnis Meňšov (RUS)             |
| 132   | Dariusz Baranowski (POL)       |
| 133   | Santiago Blanco (ESP)          |
| 134   | Marzio Bruseghin (ITA)         |
| 135   | José Vicente García (ESP)      |
| 136   | David Latasa (ESP)             |
| 137   | Francisco Mancebo (ESP)        |
| 138   | Unai Osa (ESP)                 |
| 139   | Javier Pascual Rodríguez (ESP) |

| Číslo | Jezdec                   |
| ----- | ------------------------ |
| 141   | Rik Verbrugghe (BEL)     |
| 142   | Mario Aerts (BEL)        |
| 143   | Serge Baguet (BEL)       |
| 144   | Christophe Brandt (BEL)  |
| 145   | Hans De Clercq (BEL)     |
| 146   | Thierry Marichal (BEL)   |
| 147   | Robbie McEwen (AUS)      |
| 148   | Gennadij Michajlov (RUS) |
| 149   | Aart Vierhouten (NED)    |

| Číslo | Jezdec                      |
| ----- | --------------------------- |
| 151   | Marco Serpellini (ITA)      |
| 152   | Raivis Belohvošciks (LAT)   |
| 153   | Rubens Bertogliati (SUI)    |
| 154   | Alessandro Cortinovis (ITA) |
| 155   | Ludo Dierckxsens (BEL)      |
| 156   | Luciano Pagliarini (BRA)    |
| 157   | Marco Pinotti (ITA)         |
| 158   | Raimondas Rumšas (LTU)      |
| 159   | Ján Svorada (CZE)           |

| Číslo | Jezdec                   |
| ----- | ------------------------ |
| 161   | David Etxebarria (ESP)   |
| 162   | Gorka Arrizabalaga (ESP) |
| 163   | Unai Etxebarria (VEN)    |
| 164   | Igor Flores (ESP)        |
| 165   | Gorka González (ESP)     |
| 166   | Roberto Laiseka (ESP)    |
| 167   | Iban Mayo (ESP)          |
| 168   | Samuel Sánchez (ESP)     |
| 169   | Haimar Zubeldia (ESP)    |

| Číslo | Jezdec                   |
| ----- | ------------------------ |
| 171   | Dario Frigo (ITA)        |
| 172   | Massimo Apollonio (ITA)  |
| 173   | Gianluca Bortolami (ITA) |
| 174   | Paolo Bossoni (ITA)      |
| 175   | Massimo Donati (ITA)     |
| 176   | Andrej Hauptman (SLO)    |
| 177   | Peter Luttenberger (AUT) |
| 178   | Eddy Mazzoleni (ITA)     |
| 179   | Mauro Radaelli (ITA)     |

| Číslo | Jezdec                     |
| ----- | -------------------------- |
| 181   | Alexander Bočarov (RUS)    |
| 182   | Christophe Agnolutto (FRA) |
| 183   | Stéphane Bergès (FRA)      |
| 184   | Iñigo Chaurreau (ESP)      |
| 185   | Andy Flickinger (FRA)      |
| 186   | Jaan Kirsipuu (EST)        |
| 187   | Thierry Loder (FRA)        |
| 188   | Christophe Oriol (FRA)     |
| 189   | Ludovic Turpin (FRA)       |

| Číslo | Jezdec                   |
| ----- | ------------------------ |
| 191   | Laurent Dufaux (SUI)     |
| 192   | Andrea Brognara (ITA)    |
| 193   | Stefano Casagranda (ITA) |
| 194   | Davide Casarotto (ITA)   |
| 195   | Ivan Gotti (ITA)         |
| 196   | Martin Hvastija (SLO)    |
| 197   | Ruslan Ivanov (MDA)      |
| 198   | Cristian Moreni (ITA)    |
| 199   | Alexandre Shefer (KAZ)   |

| Číslo | Jezdec                    |
| ----- | ------------------------- |
| 201   | Patrice Halgand (FRA)     |
| 202   | Stéphane Augé (FRA)       |
| 203   | Jérôme Bernard (FRA)      |
| 204   | Laurent Brochard (FRA)    |
| 205   | Cyril Dessel (FRA)        |
| 206   | Christophe Edaleine (FRA) |
| 207   | Stéphane Goubert (FRA)    |
| 208   | Laurent Lefèvre (FRA)     |
| 209   | Eddy Seigneur (FRA)       |